# Brendan Michael O’Brien

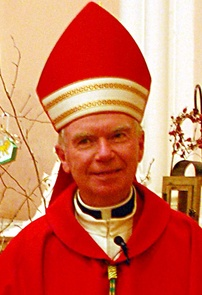
Brendan Michael O’Brien (2008)

Brendan Michael O’Brien (* 28. September 1943 in Ottawa) ist ein kanadischer Geistlicher und emeritierter römisch-katholischer Erzbischof von Kingston.

## Leben
Brendan Michael O’Brien empfing am 2. Juli 1982 die Priesterweihe.
Papst Johannes Paul II. ernannte ihn am 6. Mai 1987 zum Weihbischof in Ottawa und zum Titularbischof von Numana. Der Erzbischof von Ottawa, Joseph-Aurèle Plourde, spendete ihm am 29. Juni desselben Jahres die Bischofsweihe; Mitkonsekratoren waren die Weihbischöfe in Ottawa John Michael Beahen und Gilles Bélisle.

Erzbischofswappen von Brendan Michael O’Brien

Am 5. Mai 1993 wurde er zum Bischof von Pembroke ernannt und am 29. Juni desselben Jahres in das Amt eingeführt. Am 4. Dezember 2000 wurde er zum Erzbischof von Saint John’s, Neufundland ernannt.
Während der Amtszeit von 2003 bis 2005 war er Vorsitzender der kanadischen Bischofskonferenz.
Papst Benedikt XVI. ernannte ihn am 1. Juni 2007 zum Erzbischof von Kingston. Die Amtseinführung fand am 25. Juli desselben Jahres statt.
Papst Franziskus nahm am 28. März 2019 seinen altersbedingten Rücktritt an.